# Conacul Gallus din Gilău
Conacul Gallus din Gilău, județul Cluj, este înscris pe lista monumentelor istorice din județul Cluj elaborată de Ministerul Culturii și Patrimoniului Național din România în anul 2010, cu cod LMI CJ-II-m-B-07672. 

## Istoric
A fost construit în secolul al XIX-lea și poartă numele fostului proprietar. 